# Tjärnamyrtjärnen (Hammerdals socken, Jämtland, 705555-148600)
Tjärnamyrtjärnen är en sjö i Strömsunds kommun i Jämtland och ingår i Indalsälvens huvudavrinningsområde.